# Windrichtungsgeber

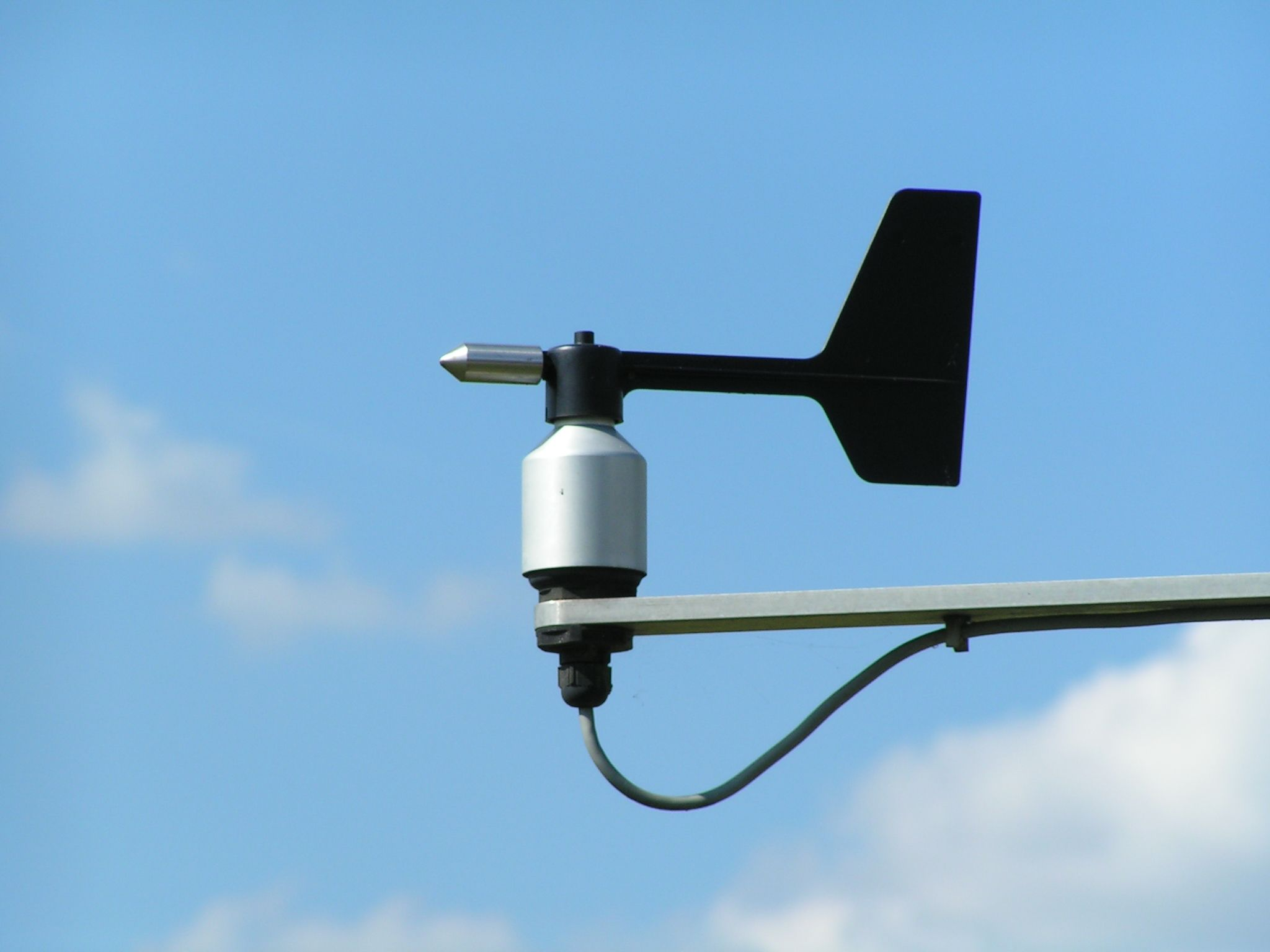
Moderner Windrichtungsgeber

Ein zumeist aus rostunempfindlichen Metallen gefertigter Windrichtungsgeber, auch Windfahne, Wetterfahne oder eingeschränkt Anemoskop genannt, ist ein Anzeigeinstrument zur Ermittlung der Windrichtung. Es basiert darauf, dass sich ein bewegliches Messelement am dynamischen Druck des Windes ausrichtet.

## Messprinzip
Ein Windrichtungsgeber kann als statisches System mit nur einem mechanisch stabilen Gleichgewichtszustand betrachtet werden. Als „Eingabeelement“ dient die an der Drehachse asymmetrisch befestigte Fahnenfläche, auf die der Wind ein Drehmoment ausübt, wenn sie nicht parallel zur Windrichtung ausgerichtet ist. Als „Ausgabeelement“ dient wiederum die Wetterfahne, da ihre Ausrichtung bei Wind dessen Richtung entspricht (vgl. auch Richtungsstabilität).

## Geschichte

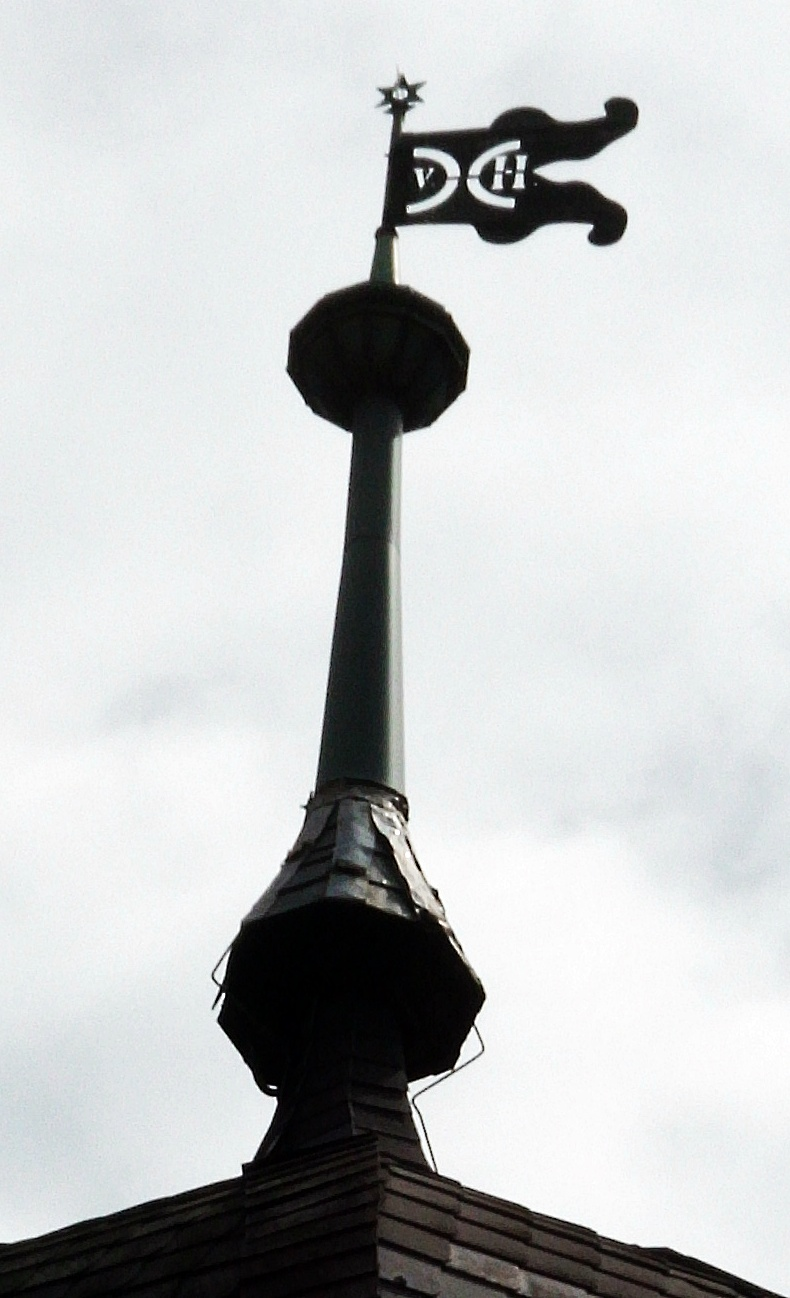
Metallene Wetterfahne mit Wappenzeichen (zwei gegeneinander gestellte Regenbögen) und Monogramm der Freiherrn von Hacke, auf dem Meckenheimerschen Schloss in Lambsheim, Rheinland-Pfalz

Die wohl älteste überlieferte Wetterfahne ist aus dem antiken Griechenland bekannt. Der Architekt Vitruv lieferte eine Beschreibung der Wetterfahne auf dem Turm der Winde in Athen. Der um 100 v. Chr. erbaute achteckige Turm verfügte auf dem zeltartigen Turmdach über eine Figur des Meeresgottes Triton, die sich mit ihrem Schweif nach dem Wind ausrichtete.
Im europäischen Raum wurden ab dem 8. Jahrhundert Schiffsmasten mit Windfahnen aus Metall oder Stoff versehen, von denen aus dem Nord- und Ostseeraum mehrere erhalten blieben (Schiffsfahne von Söderala, Schiffsfahne von Heggen, Schiffsfahne von Källunge und Schiffsfahne von Tingelstad).
Für das europäische Festland ist eine Verwendung erst ab dem 11. Jahrhundert anzunehmen, frühe originale Wetterfahnen sind aber erst ab dem 15./16. Jahrhundert erhalten geblieben. Im deutschsprachigen Raum wurden sie insbesondere auf Rathäusern, Schlössern, Burgen, Kirchen und Bürgerhäusern verwendet. Wetterfahnen dienten nicht nur der kurzfristigen Wettervorhersage, sondern waren auch als Haus- und Schutzzeichen bedeutsam. In einzelnen europäischen Ländern (Frankreich, Schweden) war die Verwendung von Wetterfahnen dem Adel vorbehalten und bedurfte einer königlichen Genehmigung.
Laut einer in Grimms Deutschem Wörterbuch überlieferten Beschreibung von 1728 ist der Wetterhahn als Windfahne „ein auf hohen gebäuden, an einer gerade aufwärts gestellten eisernen stangen gerichtetes blech in gestalt eines hahns oder fähnleins, an dessen … bewegung man sehen kan, wo der wind herkömmt“. Im Zuge der Entwicklung von Blitzschutzanlagen erlebte die Verwendung von Wetterfahnen im 18. Jahrhundert eine erste Blütezeit, obwohl im Zeitalter der Aufklärung zunehmend erkannt wurde, dass die Bestimmung der Windrichtung allein nicht zur Wettervorhersage ausreicht. Im 19. Jahrhundert verloren Wetterfahnen an Bedeutung, da einerseits vor allem durch die Verbreitung des Barometers eine feinere und windunabhängige Methode der Wettervorhersage entwickelt wurde und andererseits der Mensch zum Beispiel durch die fortschreitende Verstädterung und Industrialisierung in seiner Lebens- und Arbeitsweise wetterunabhängiger wurde.
Trotzdem kam es in der Zeit zwischen etwa 1870 und 1920 im Zuge des rasanten Stadtwachstums zu einer Renaissance der Verwendung von Wetterfahnen, die nun auch Wohnhäuser und Fabriken schmückten. Entgegen ihrer früheren Funktion dienten sie nun zumeist als Hausmarke und Zierrat und wurden meist nicht drehbar montiert. Die verwendeten Motive enthielten meist ein Wappen, ein Monogramm, ein Symbol oder eine Jahreszahl und bezogen sich auf das Haus oder seinen Eigentümer. Die massenhafte Verwendung wurde durch die kostengünstige industrielle Fertigung erleichtert.
Heute kommen Wetterfahnen vorrangig im Denkmalschutz mit schmückender und informeller Bedeutung zum Einsatz.

## Arten

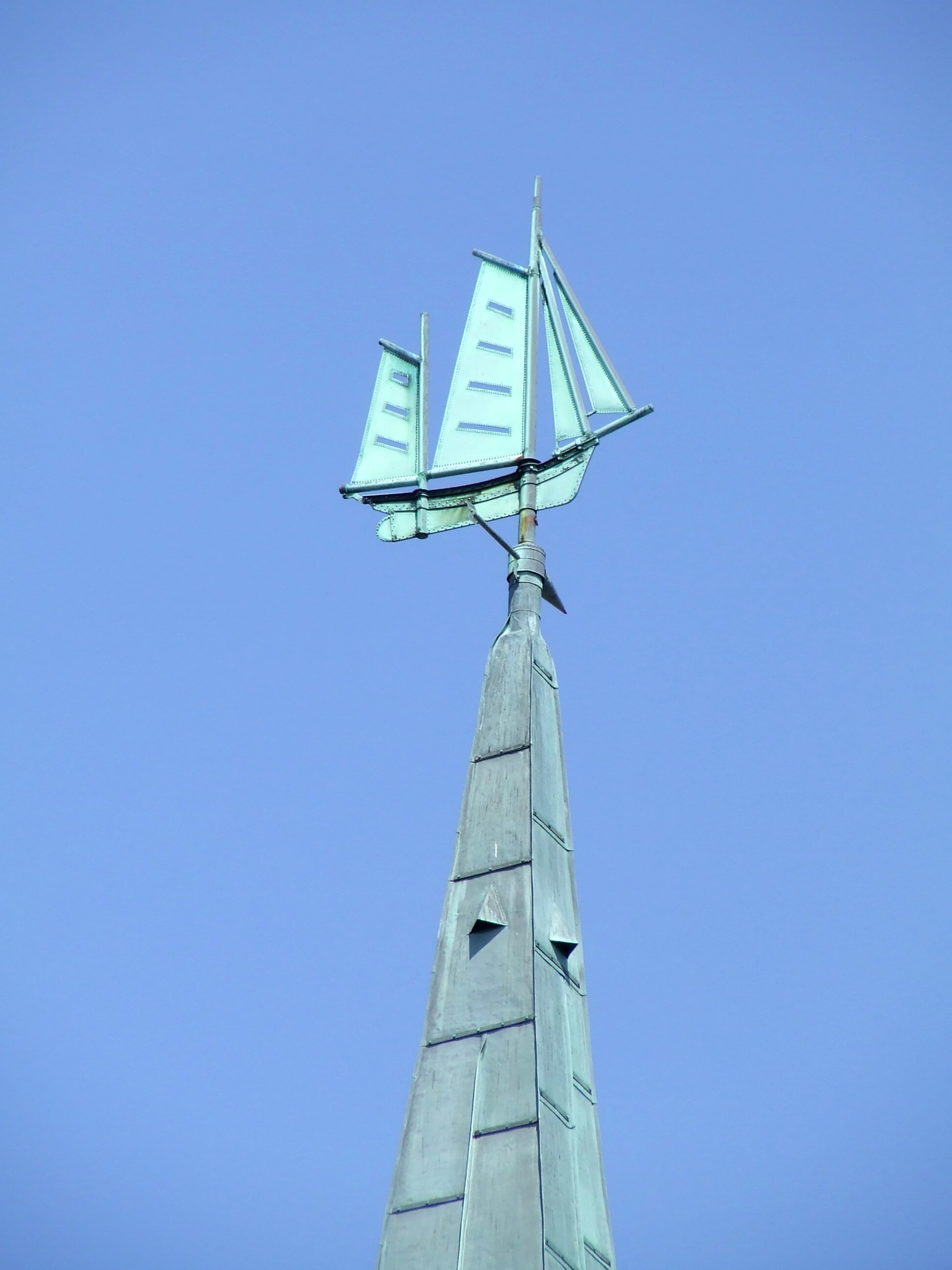
Kirchturmspitze von St. Nicolai auf Helgoland

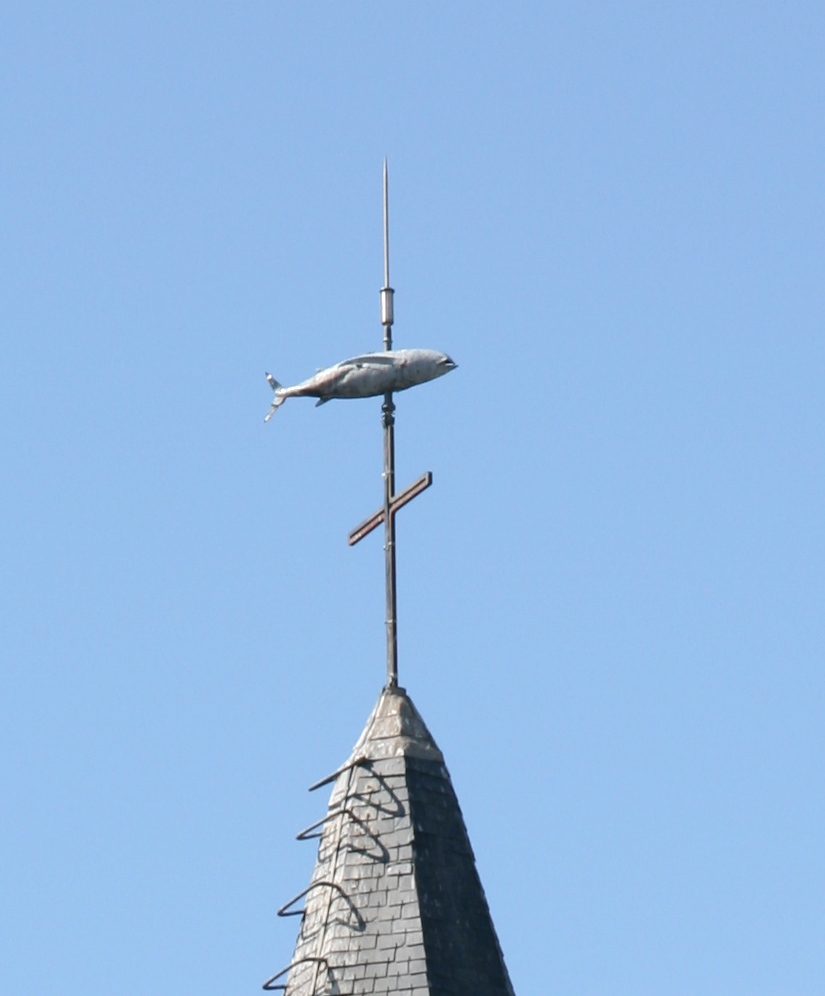
Metallener Thunfisch als Wetterfahne auf der Kirche Saint Tudy auf der Insel Groix

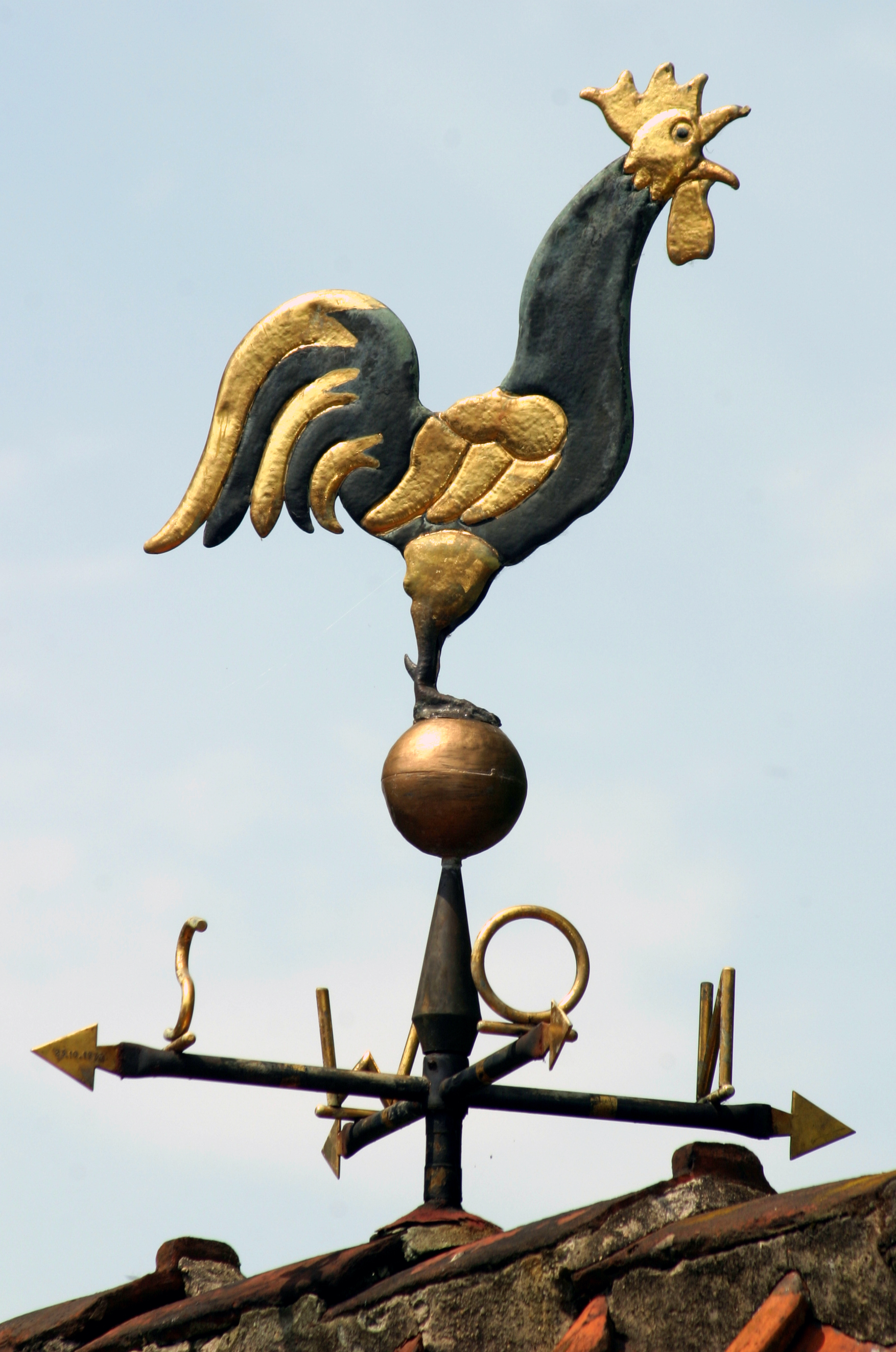
Klassischer Wetterhahn über Windrose

Als Windrichtungsgeber kann im einfachsten Fall eine Flagge dienen. Zudem werden im Flug- und Straßenverkehr und auf Start- und Landeplätzen für Flugsport häufig Windsäcke benutzt, um Wind und seine Richtung und Böigkeit anzuzeigen. Diese können auch eine grobe Auskunft über die Windrichtung und -stärke geben.
Neben Textilwetterfahnen existieren Windrichtungsgeber auch aus Metall oder Kunststoff. Da technisch gesehen die Form einer Windfahne nicht so bedeutsam ist wie ihr Gewicht, existieren viele Formen von Windfahnen. Häufig sind Windrichtungsgeber mit Windrosen kombiniert, die ein einfaches Ablesen der Himmels- bzw. Hauptwindrichtung ermöglichen.
Die wohl größte Wetterfahne steht in Montague (Michigan, USA). Sie ist 14,60 m hoch und 4,30 m lang. Ihr Gewicht liegt bei fast zwei Tonnen.
Verklicker sind Windrichtungsgeber auf Schiffen. Auf Segelbooten verwendet man meist Windanzeiger aus Kunststoff oder Segeltuch. Auf hochseegängigen Segelyachten dienen am Bootsheck angebrachte Windfahnen außerdem zur Steuerung von Windsteuerungsanlagen.

### Wetterhähne

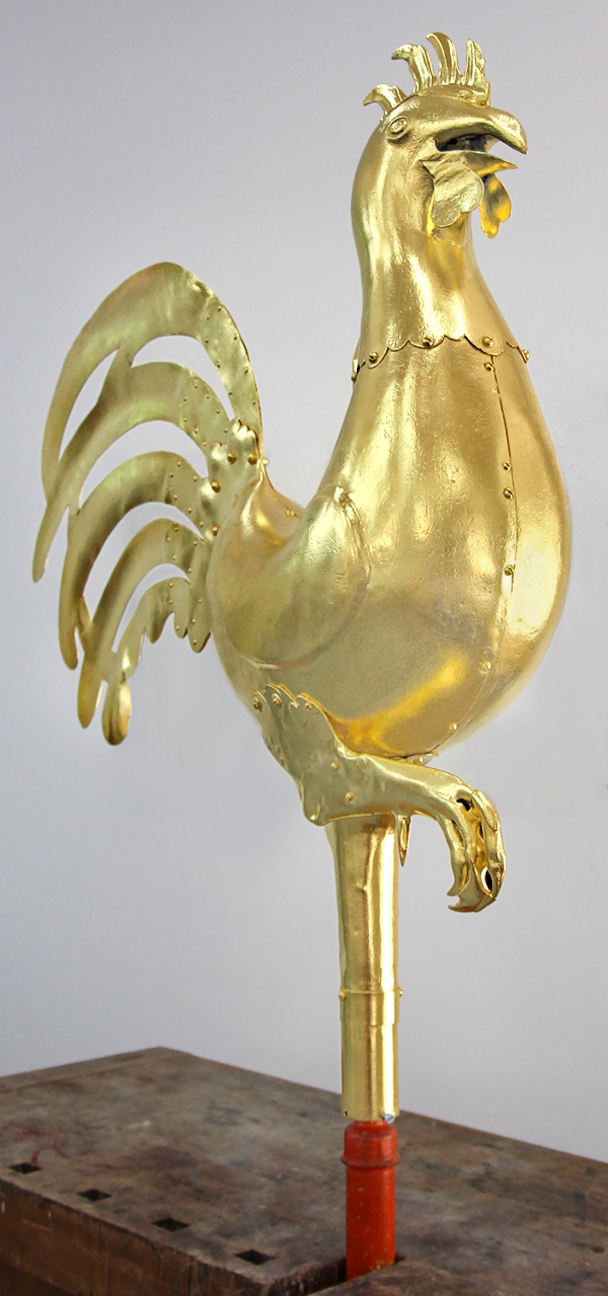
Mainzer Domsgickel nach der Neuvergoldung im Mai 2013. In seinem Bauch ist Platz für eine Zeitkapsel.

Zu den verbreitetsten Windfahnen gehört der „Wetterhahn“, der auf vielen Kirchtürmen oder Hausdächern zu finden ist. Die erste bekannte Erwähnung eines Wetterhahns stammt aus dem 9. Jahrhundert. Bischof Rampertus von Brescia hat demnach im Jahr 820 einen aus Bronze gießen und auf dem Turm der Kirche San Faustino Maggiore anbringen lassen.
Wetterhähne existieren sowohl als Scherenschnitt-Modelle als auch als Plastiken. Diese findet man noch heute auf sehr vielen Kirchen. Grund ist wohl die Bibelstelle, in der Jesus dem Apostel Petrus prophezeit: „Ehe der Hahn krähen wird, wirst du mich dreimal verleugnen.“ (Mt 26,75 ), was Petrus nach dem Bericht des Evangeliums nach der Verhaftung Jesu aus Angst vor Verfolgung auch dreimal tat. Als der Hahn krähte, erinnerte er sich an diese Prophezeiung, schämte sich sehr und verkündete dann bis zu seinem Märtyrertod den neuen Glauben. Der Hahn war also eine Mahnung, sich nicht nach dem Wind zu drehen, sondern wie Petrus in seinem weiteren Leben dem christlichen Glauben treu zu folgen.
Neben dieser Bedeutung wurde der Hahn auch als Christussymbol verwendet. Der erste Beleg für diese Verwendung ist das Tageszeitenbuch Liber Cathemerinon des spätantiken christlichen Dichters Prudentius. So wie der Hahn mit seinem Ruf das Ende der Nacht und den Beginn des Tages verkündet und die Menschen aufweckt, so besiegt Christus nach diesen Interpretationen die Nacht der Sünde und des Todes und erweckt den Menschen zum christlichen Glauben und zum ewigen Leben.
Eine Besonderheit stellt die Alte St.-Alexander-Kirche in der niedersächsischen Gemeinde Wallenhorst dar. Sie trägt auf ihrer Turmspitze eine Henne. Der Sage nach ließ Karl der Große im Jahr 772 diese Kirche nach seinem Sieg über Wittekind auf den Überresten des Heidentempels erbauen und setzte an ihre Spitze eine goldene Henne als Zeichen, dass sie weitere Kirchen in der Region ausbrüte.
Heute werden Wetterhähne vor allem als Windspiel und Dachschmuck, vereinzelt aber immer noch wegen dieser religiösen Bedeutung installiert.
In seinem Gedicht Der alte Turmhahn setzte Eduard Mörike dem Wetterhahn in Cleversulzbach ein literarisches Denkmal.

### Galerie – Wetterfahnen in der Geschichte

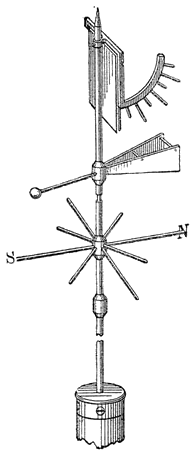
Wildsche Windfahne
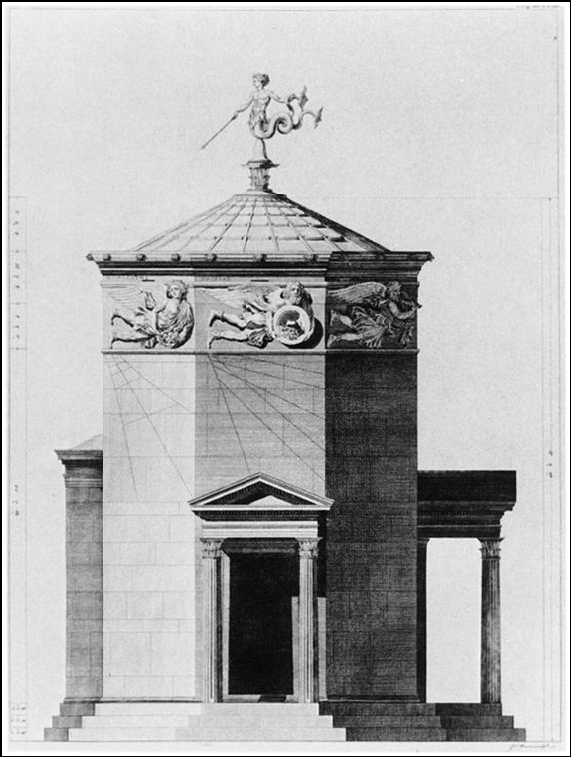
Turm der Winde mit Wetterfahnenfigur des Meeresgottes Triton (um 100 v. Chr.)
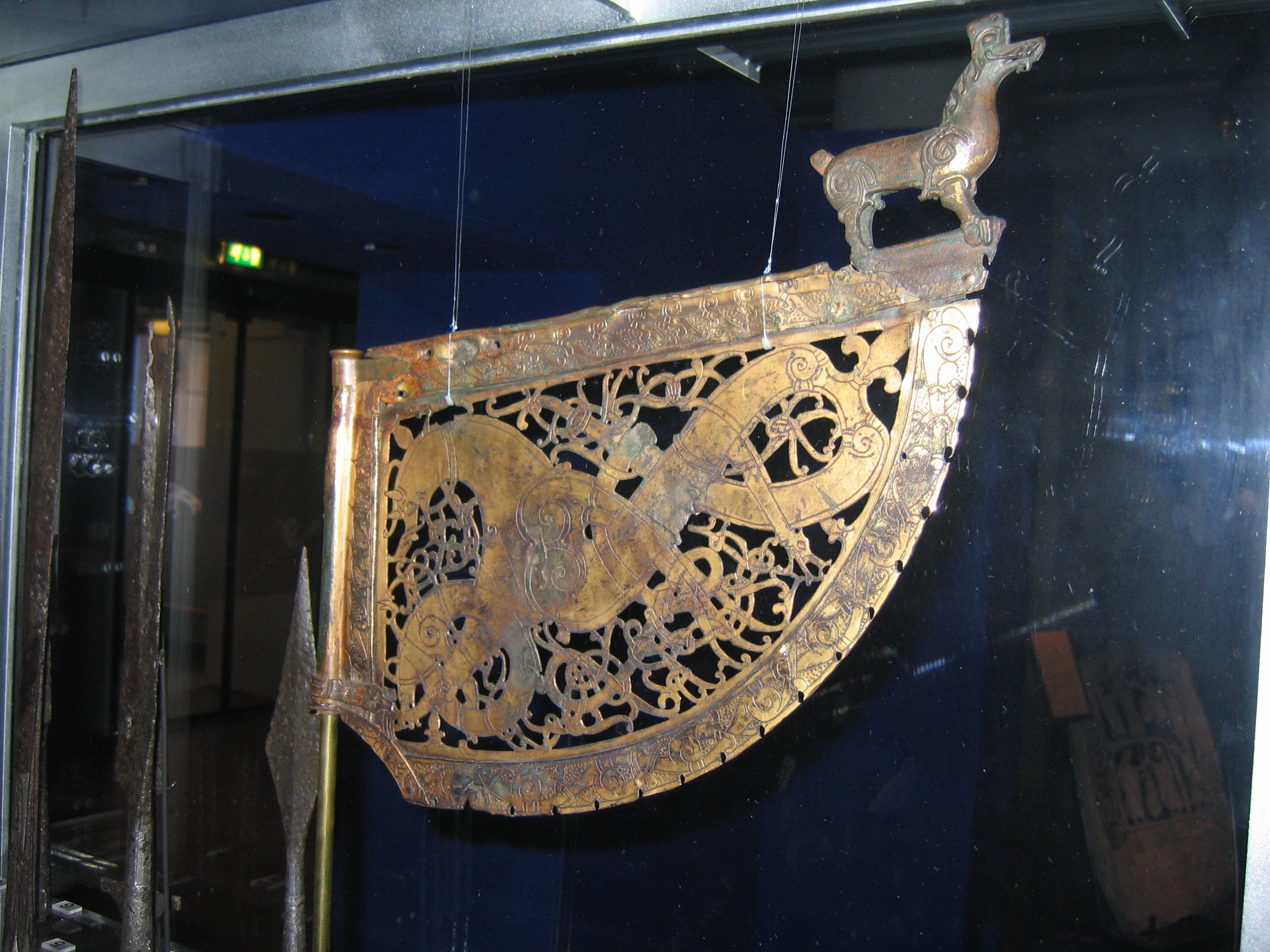
Schiffsfahne von Söderala aus der Wikingerzeit
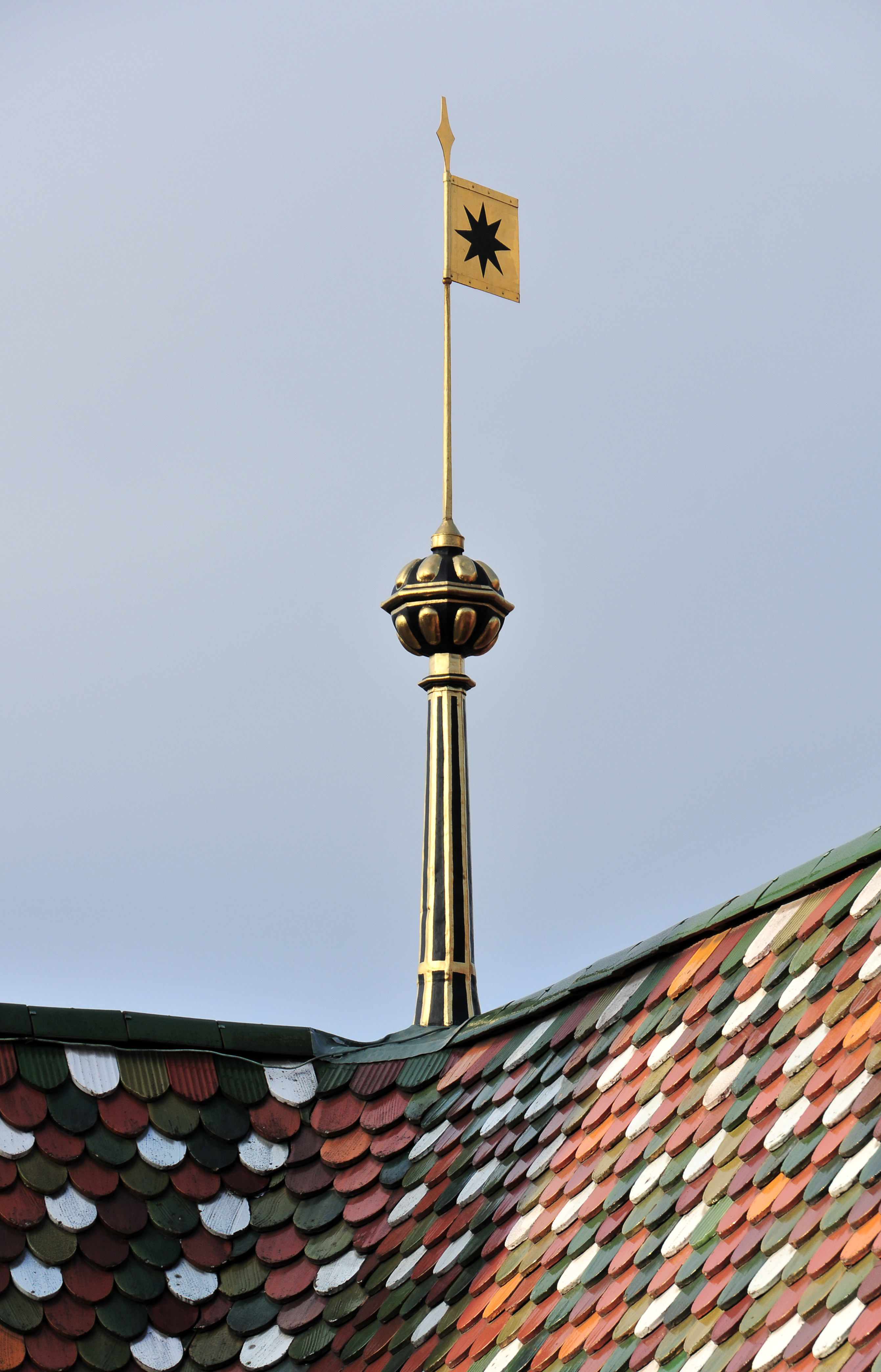
Wetterfahne auf dem Basler Rathaus von 1507
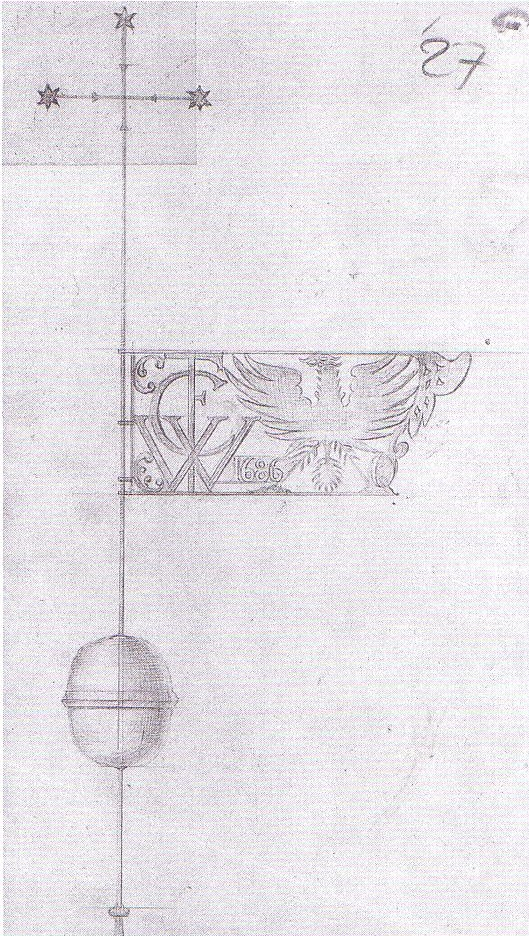
Wetterfahne vom Königsberger Schlossturm (1686)
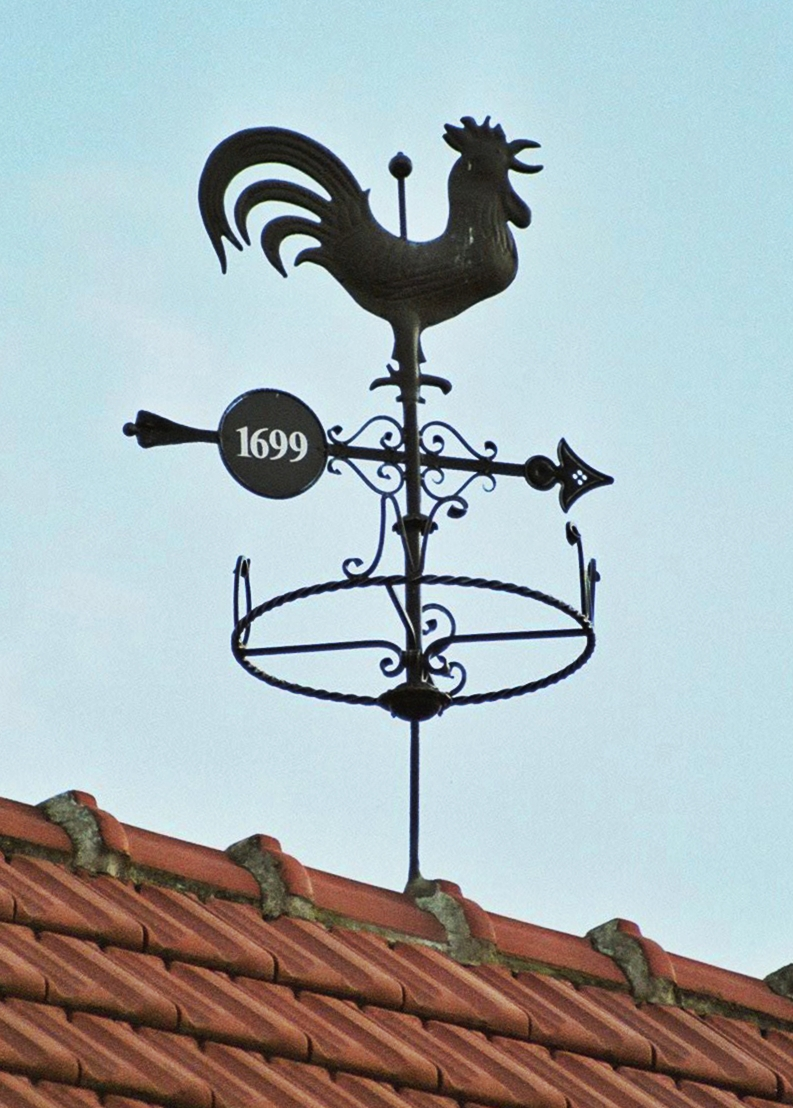
Wetterfahne des Weingutes Salsitz im Burgenlandkreis (1699)
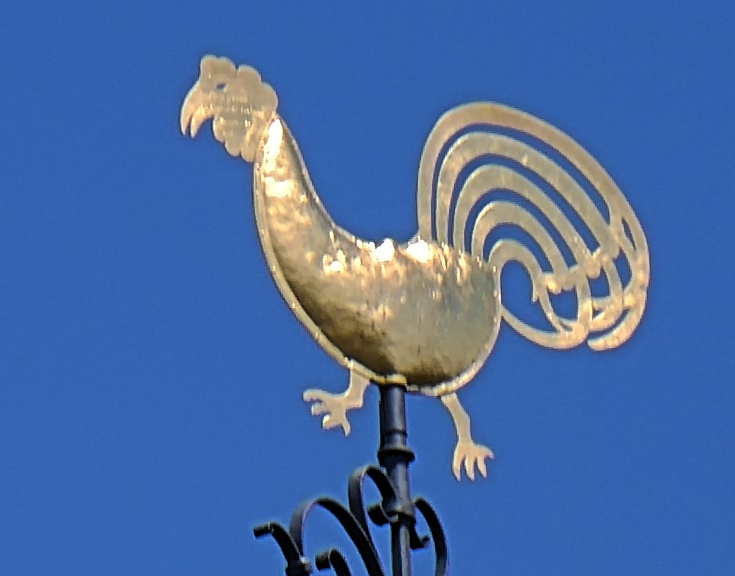
St. Paulin Trier: Wetterhahn auf dem Turm
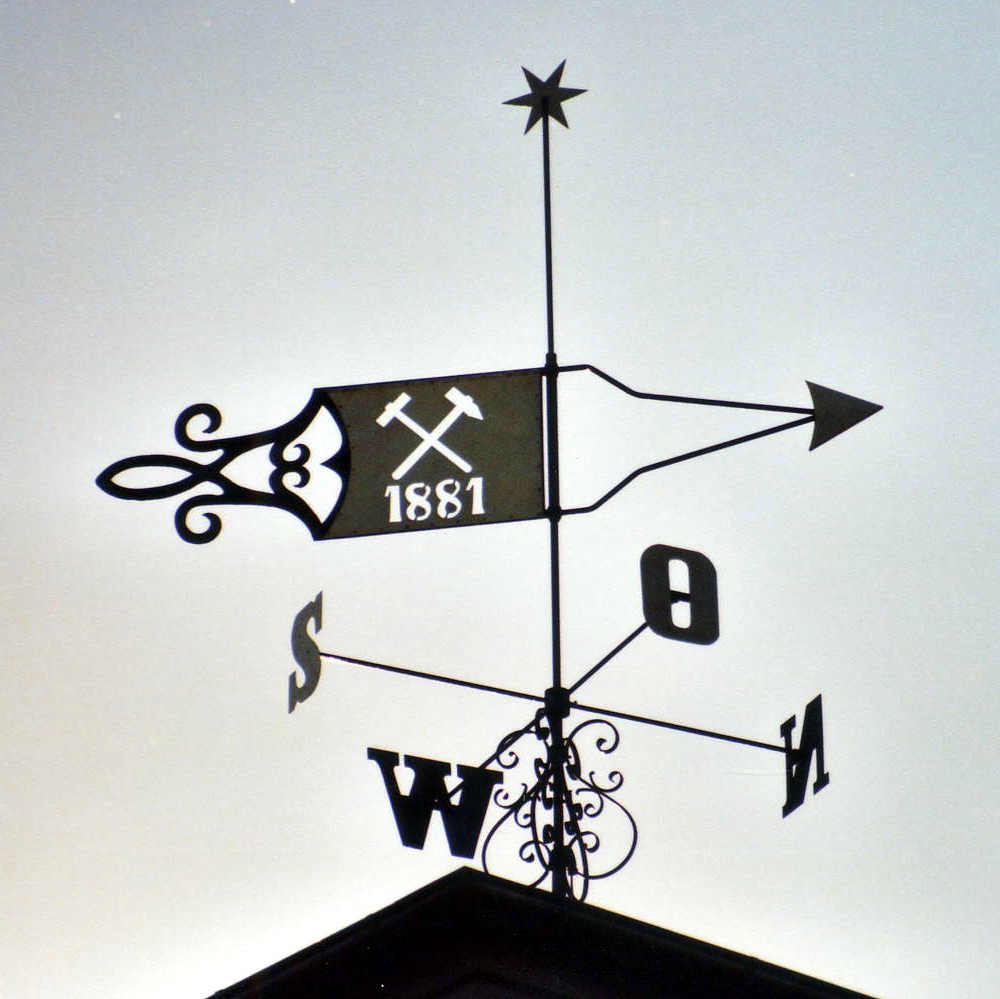
Wetterfahne der Brikettfabrik Hermannschacht in Zeitz (1881)
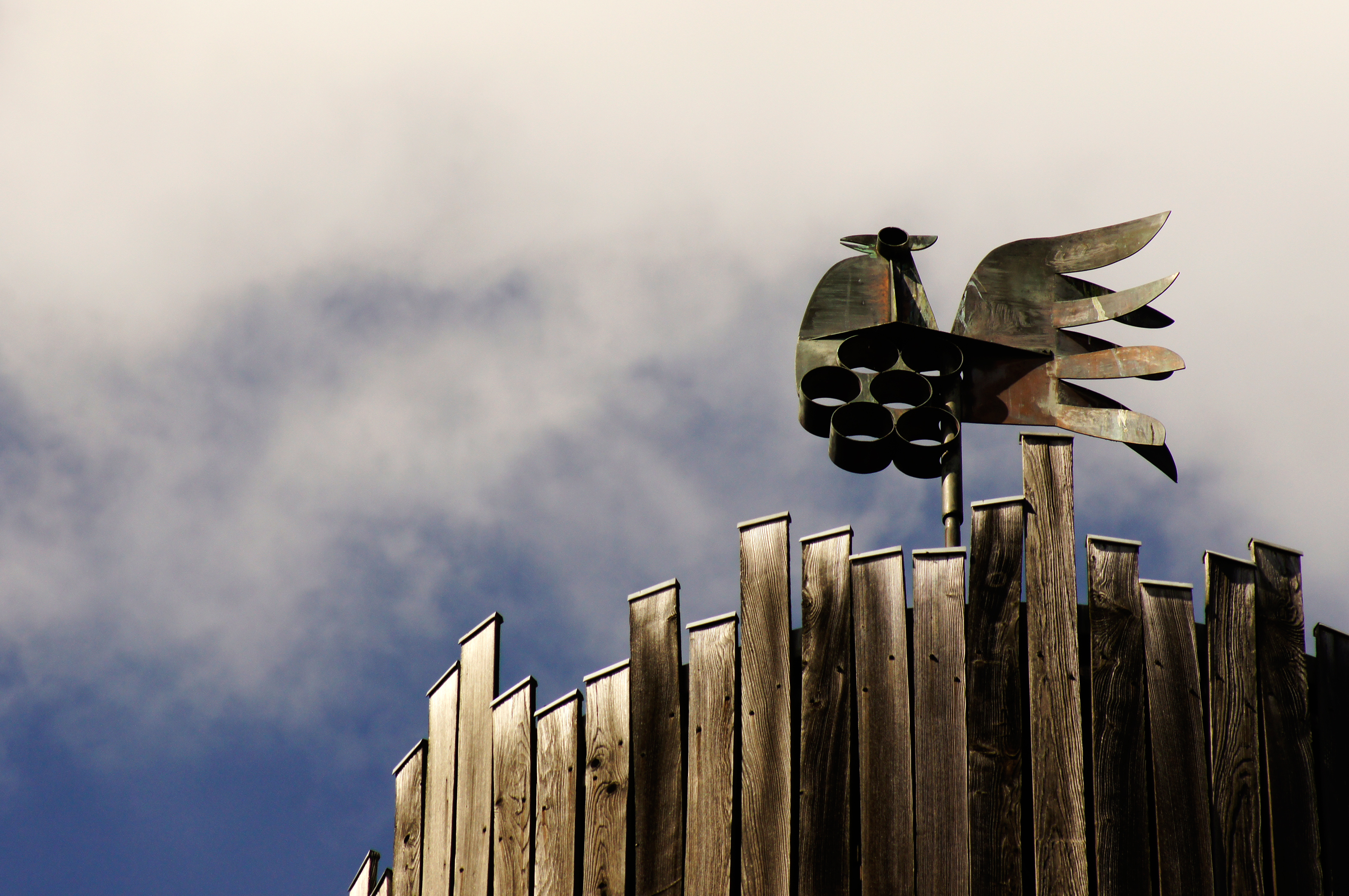
Wetterfahne auf dem Turm von St. Benedikt (Lankwitz) (1968)
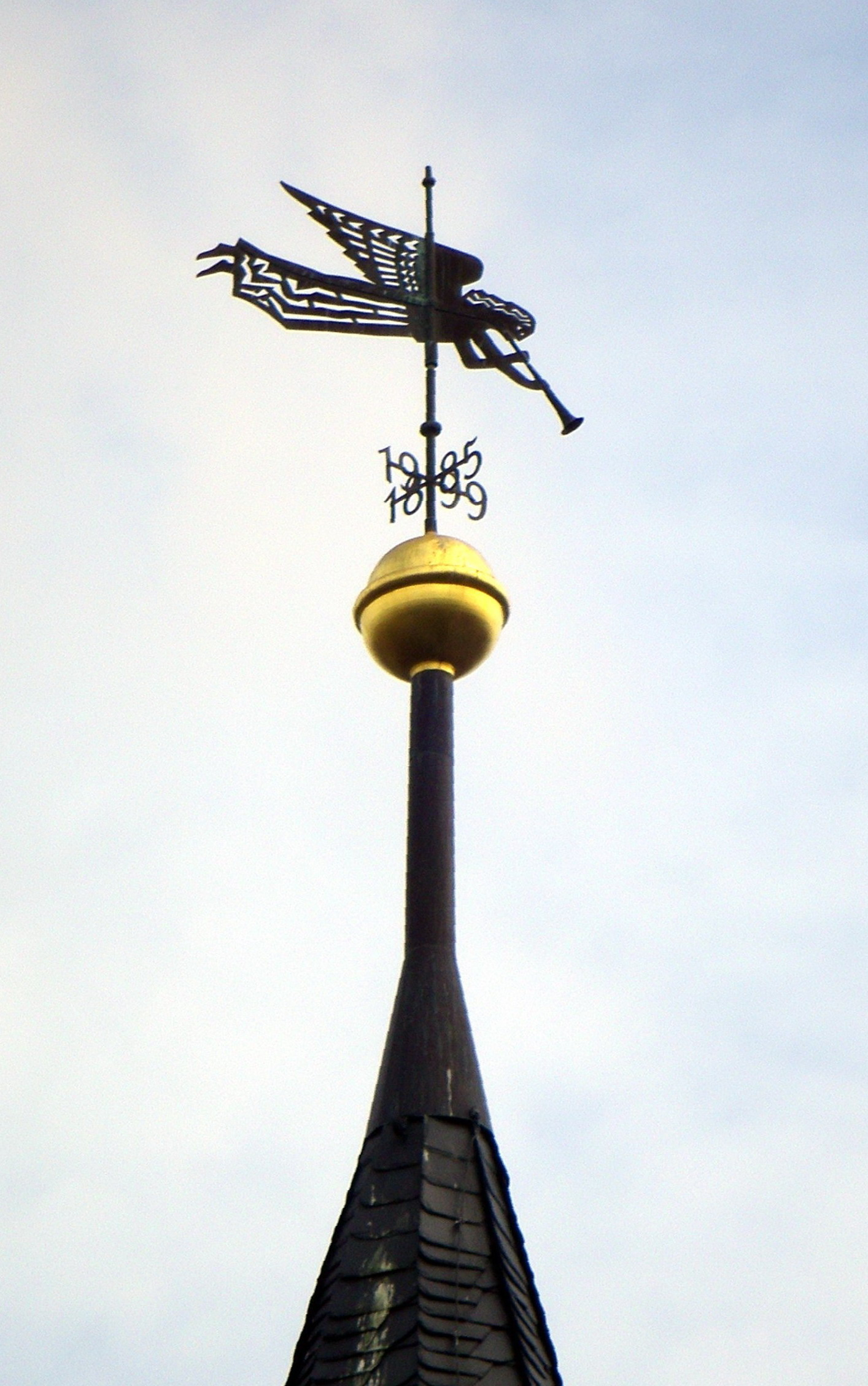
Wetterfahne von Christoph Weihe auf der Kirche in Nietleben 1999
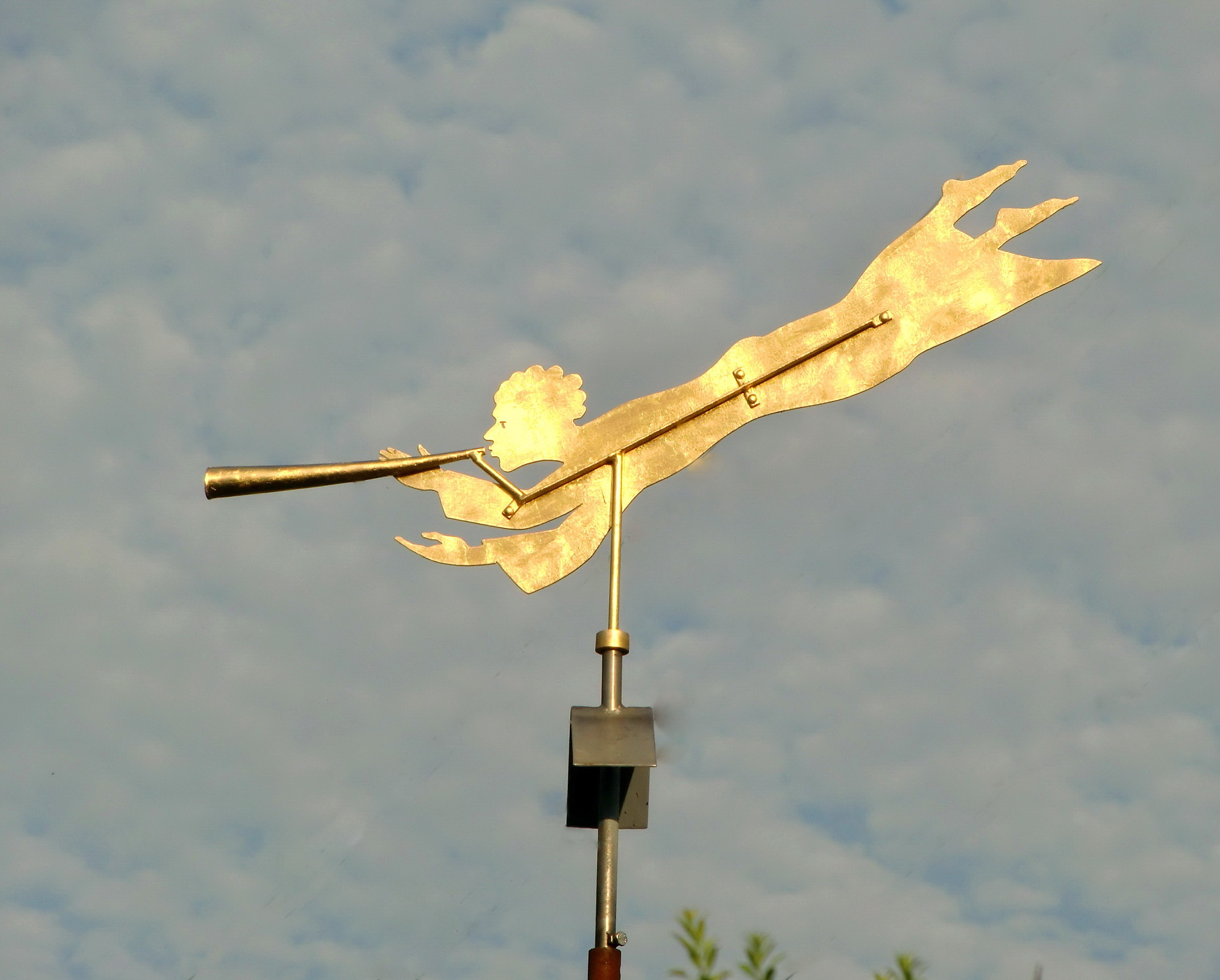
Wetterfahne in Domnitz Jörg-Tilmann Hinz 2008
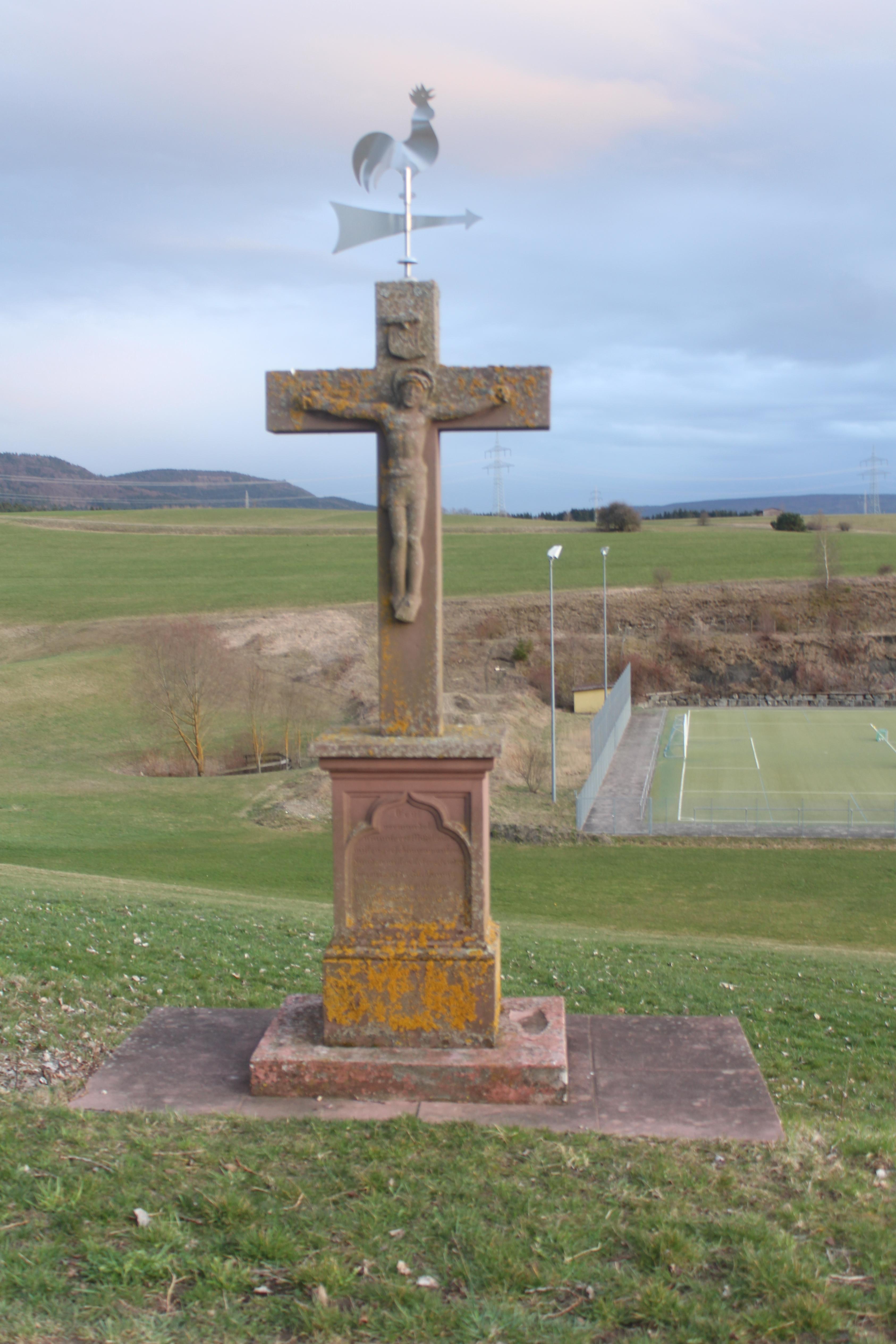
Wegkreuz mit Wetterfahne bei Frittlingen
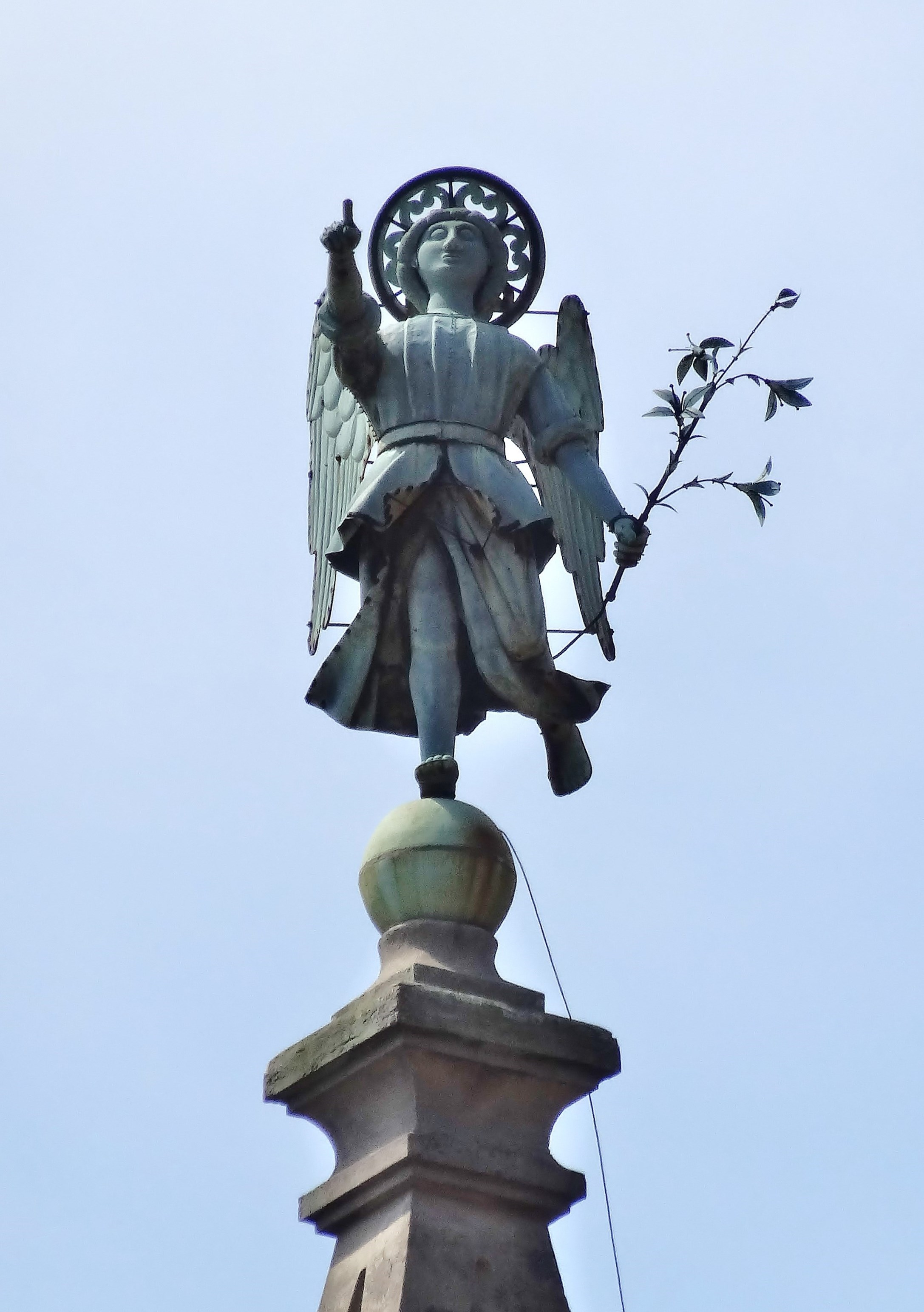
Eine Engelsfigur als Wetterfahne auf dem Dom von Tolmezzo, Italien
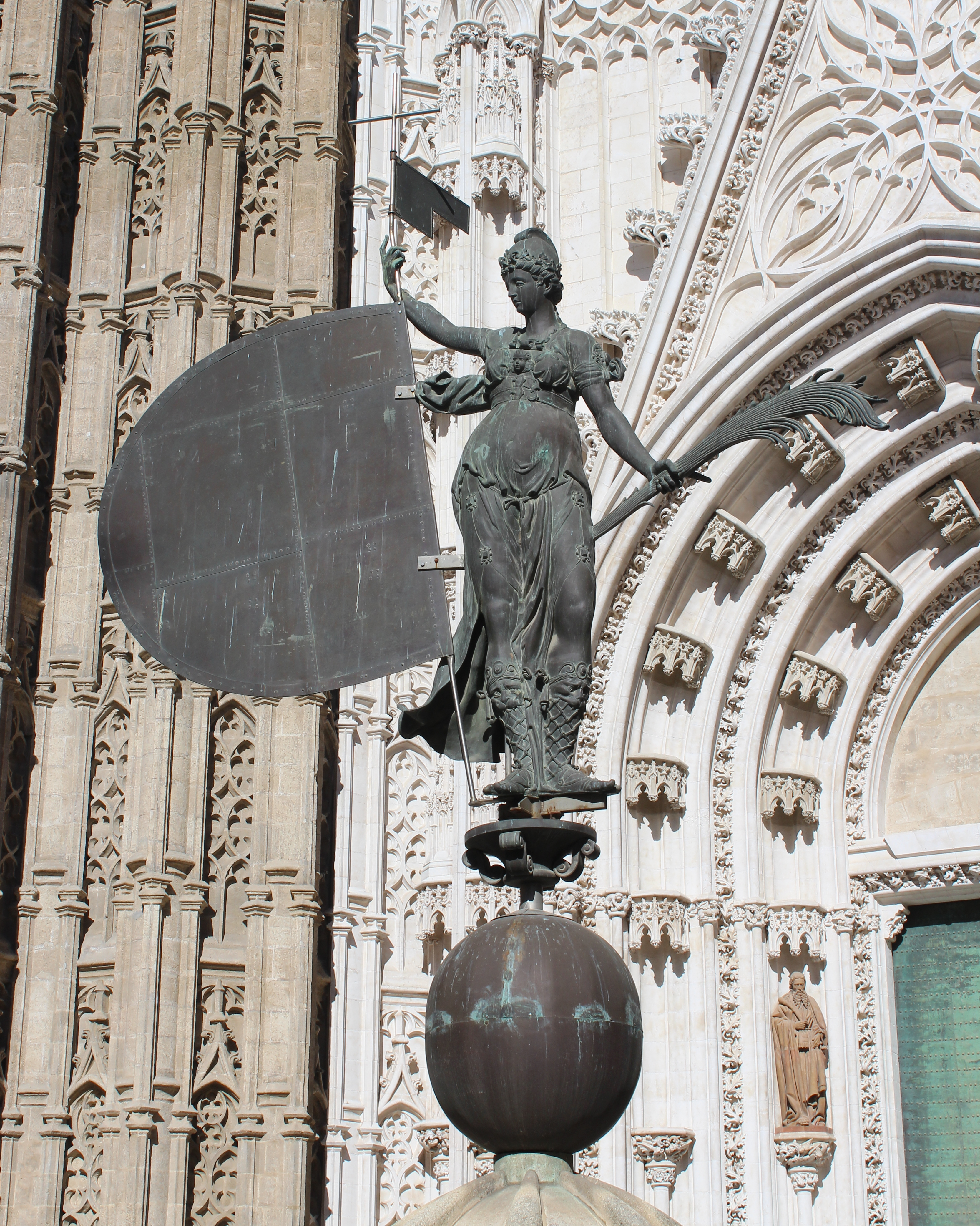
Replik der Wetterfahne der Kathedrale von Sevilla, die 1999–2005 benutzt wurde, während das Original restauriert wurde.
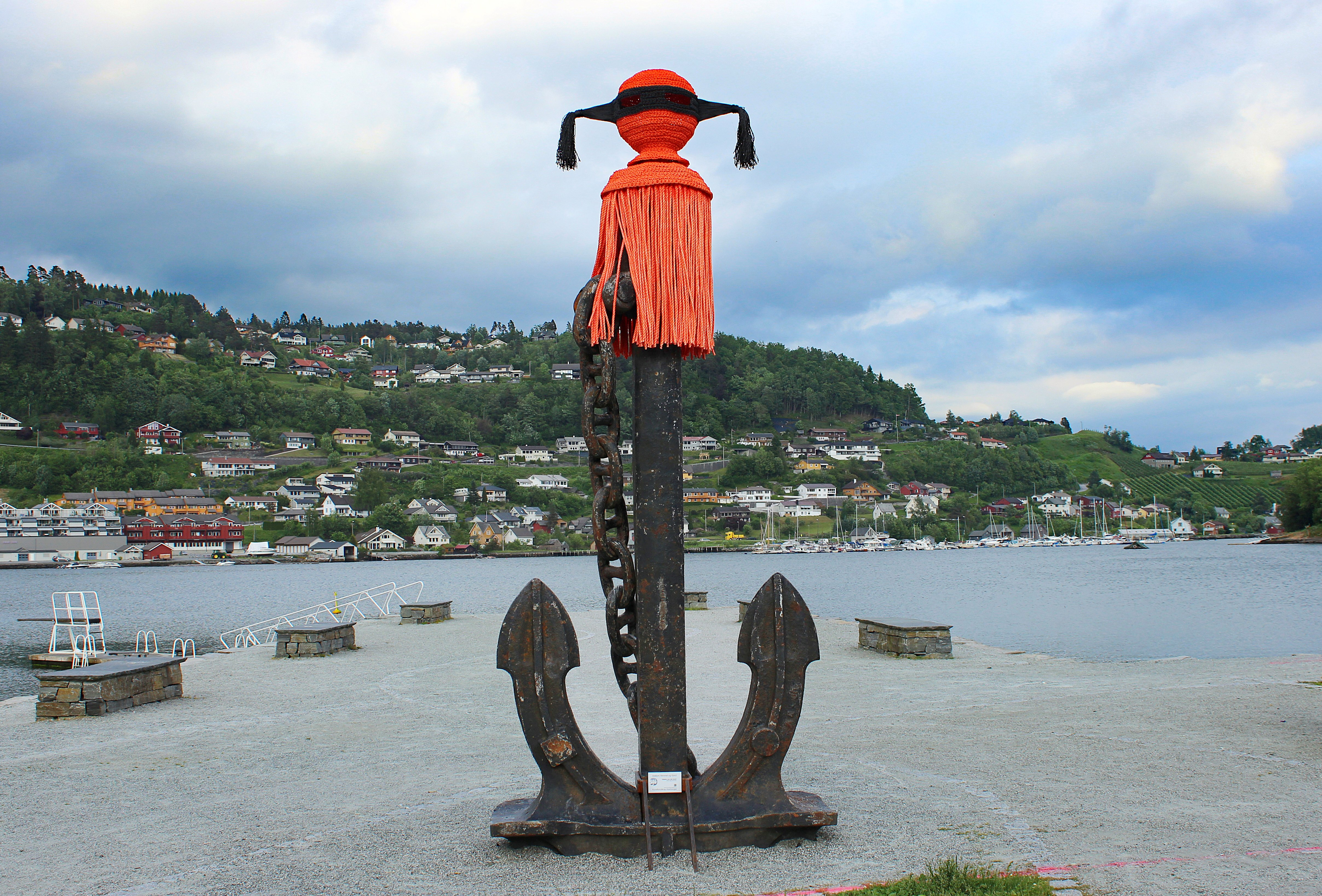
Wetterfahne „Pippi Langstrumpf“ am Hardangerfjord in Norheimsund (Norwegen)
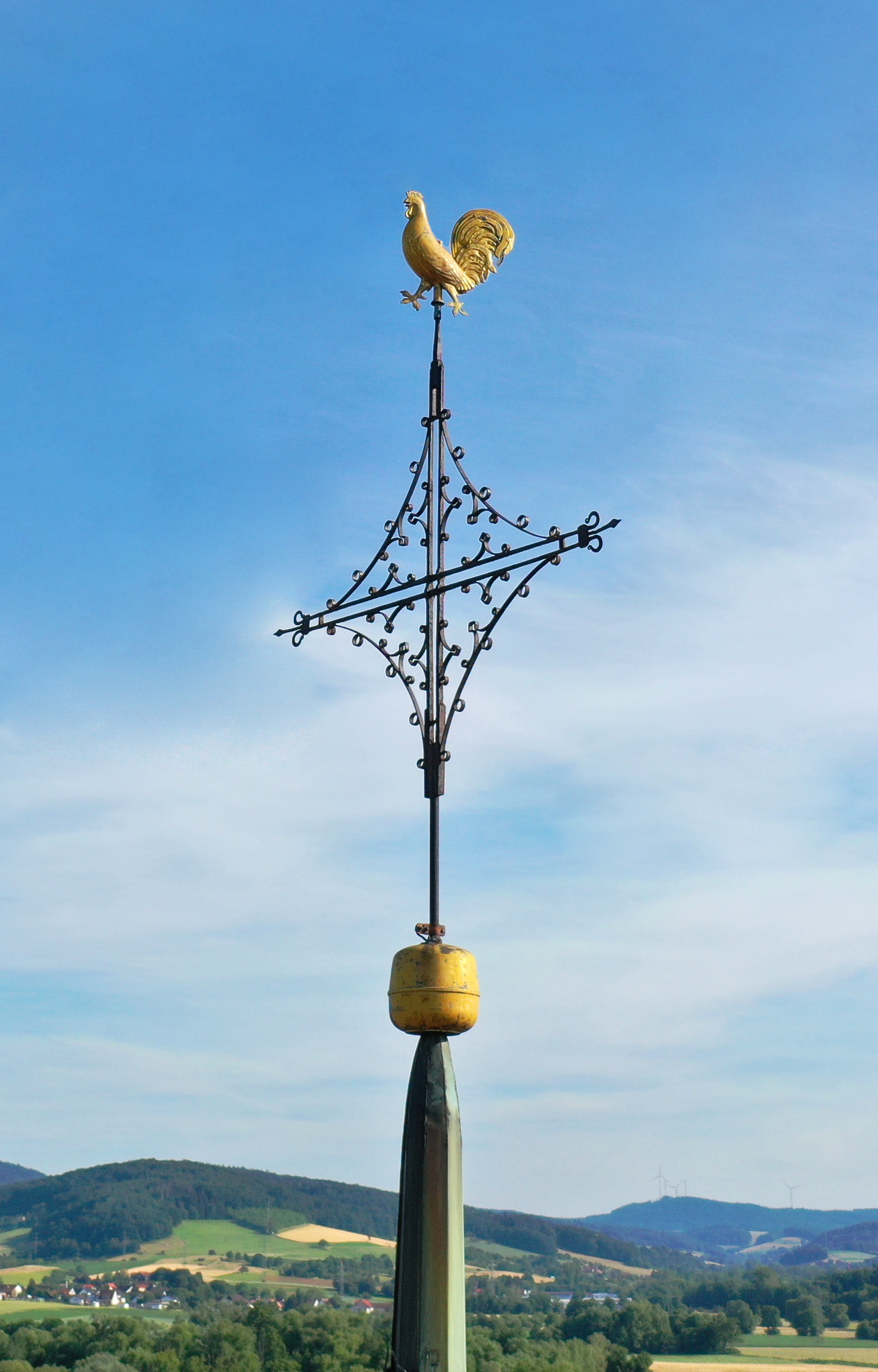
Wetterhahn auf der Kirche St.-Markus in Brensbach im Odenwald

## Varia
- Der Autor Clemens Hellmut Pötz aus Monheim am Rhein († 2001 mit 87 Jahren)[4] fertigte in den Jahren vor der Veröffentlichung seines Buches Wetterfahnen nach eigenen Angaben „mehrere hundert Wetterfahnen an, die sich heute in den Winden aller Erdteile bewegen.“[5] Sein Buch aus dem Jahr 1983 war die erste umfassende deutschsprachige Publikation zum Thema Wetterfahne.
- Das Museum am Dom Trier erhielt im Sommer 2012 die aus 80 regionalen und überregionalen Kirchturm-Wetterhähnen bestehende Sammlung des Psychologieprofessors Günther Reinert (1928–1979) aus Trier, der diese von 1974 bis zu seinem frühen Tod 1979 zusammengetragen hatte. Die meisten der Hähne kommen aus Orten aus dem Trierer Land, der Eifel und dem Hunsrück; etwa ein Viertel stammt aus Frankreich. Eine Auswahl ist seit November 2012 im Neubaubereich des Museums in der Dauerausstellung zu sehen.[6]